# Front Nadbałtycki
Front Nadbałtycki (ros. Прибалтийский фронт), w polskiej literaturze zwany też Frontem Bałtyckim – związek operacyjno-strategiczny Armii Czerwonej o kompetencjach administracyjnych i operacyjnych na zachodnim terytorium ZSRR, działający podczas wojny z Niemcami w czasie II wojny światowej.
Utworzony 1 (10?) października 1943 roku. 
Składał się ze sztabu oraz kilku armii z rozwiązanego Frontu Briańskiego, przerzuconych z rejonu Briańska pod Wielkie Łuki. 20 października 1943 przemianowany na 2 Front Nadbałtycki. 
Dowódca: generał Markian Popow